# Арагонское междуцарствие
Арагонское междуцарствие — период в истории Арагона, продолжавшийся с 1410 по 1412 год. Он начался после смерти короля Арагона Мартина I, не оставившего законного наследника. За это время земли Арагонской короны (Королевства Арагон, Королевства Валенсии, и Княжество Каталония) погрузились в междоусобные войны. В результате заключенного в Каспе компромисса был избран новый король Арагона — Фердинанд I Кастильский. И тем самым было завершено междуцарствие, начавшееся в 1410 году.

## Предыстория
25 июля 1409 умер король Сицилии Мартин Младший, единственный сын короля Арагона, Мартина I Старшего. По совету придворных король решил снова жениться. Второй женой стала Маргарита де Прадес. Брак был одобрен Бенедиктом XIII («истинным» с точки зрения Арагона «римским папой»).
Хотя Мартин Старший и надеялся, что у него родится сын, но вместе с этим он готовил и запасные варианты. Заместителем королевства (с титулом «lloctinent i governador general dels regnes») был назначен внучатый племянник арагонского короля — Хайме II, граф Урхеля. А также попросил Бенедикта XIII узаконить Федерико де Луну (внебрачного сына Мартина Младшего), но не успел.
В марте 1410 года Хайме II пользующийся симпатией в народных низах (особенно в Валенсии и Каталонии) и считая себя будущим королем Арагона, ввел войска своих сторонников в Сарагосу. Это было вызвано тем, что архиепископ Арагона Гарсия Фернандес де Хередиа и депутаты королевства Арагон (но не королевства Валенсия и не Каталонии), ориентированные на Бенедикта XIII (обосновавшегося в Барселоне), выступали против графа Урхельского. Хайме II считал «истинным» папой римским Григория XII (сидящего в Риме), а Людовик III Анжуйский (один из будущих претендентов) — Александра V (сидящего в Пизе).
Введение Хайме отрядов привело к беспорядкам. Несмотря на то, что Хайме в своём письме к королю Мартину от 14 мая 1410 года называл себя невиновным и обвинял во всём архиепископа Сарагосы и местных недоброжелателей, 17 мая 1410 Мартин I отобрал у него титул «lloctinent i governador general dels regnes».
29 мая 1410 года король Арагона внезапно заболел. 30 и 31 мая он провел в постели и едва мог говорить. В эти дни к король был посещен канцлером Барселоны, Феррером де Гуальбесом и тот дважды спрашивал последнюю волю короля. Но смог добиться лишь того, что Мартин хочет мира королевству и чтобы власть перешла в соответствии с законом.
31 мая 1410 года Мартин Старший умер, не имея законного наследника.
Законы о наследования в землях Арагонской короны тогда основывались больше на обычае чем на законодательство, и даже прецедентное право не существовало. С 1137 года когда произошло объединение королевства Арагон и Каталонских графств корона переходила по мужской линии от отца к сыну, а если не было сыновей к более младшему брату. Подобная практика существовала и в Арагоне с 1035 по 1137 год. Но в 1137 году корона досталась Петрониле, дочери предыдущего короля, хотя у неё и были наваррские кузены. На основании этого ряд кандидатов в 1410 году выдвигал свои претензии.

## Кандидаты
Основными кандидатами были:
- Хайме II, граф Урхеля, самый близкий родственник Мартина как правнук Альфонсо IV Арагонского по мужской линии. Кроме того, был женат на Изабелле, младшей сестре Мартина I и Хуана I Арагонских. Был назначен королем Мартином лейтенантом (наследником) королевства. Требовал трона на основании первородства по мужской линии.
- Людовик III Анжуйский, внук Хуана I Арагонского и внучатый племянник Мартина I, по линии матери. Он требовал трона согласно когнатическому первородству.
- Федерико, граф Луна , единственный внук Мартина I Старшего (Арагонского). Был бастардом Мартина I Младшего (Сицилийского). Рождённый вне брака, он был узаконен антипапой Бенедиктом XIII.
- Альфонсо де Арагон и Вейя «Старший», герцог Гандии, внук Хайме II Арагонского. Он требовал трона на основании старшинства по мужской линии и близости крови к предыдущим королям Арагона. Он умер в марте 1412.
- Хуан Прадес, брат Альфонсо, который унаследовал его претензии.
- Фердинанд I Кастильский, внук Педро IV Арагонского. Сын Элеоноры Арагонской, старшей сестры Мартина I и Хуана I Арагонских. Требовал трона на основании близости крови к последнему королю.

|  |  |  |  |  |  |                       |                       |                       |                       |                       |                       |  |  |                                |                                |                                |                                |                                |                                |                     |                     |                         |                         |                         |                         |                         |                         |                        |                        |                        |                        |                        |                        |                     |                     |  |  | Хайме II Арагонский  |                     |                     |                     |                     |                     |  |  |                                     |                                     |                                     |                                     |                                     |                                     |                  |                  |                  |                  |             |             |             |             |  |  |  |  |  |  |  |  |  |  |  |  |  |  |  |  |
|  |  |  |  |  |  |                       |                       |                       |                       |                       |                       |  |  |                                |                                |                                |                                |                                |                                |                     |                     |                         |                         |                         |                         |                         |                         |                        |                        |                        |                        |                        |                        |                     |                     |  |  |                      |                     |                     |                     |                     |                     |  |  |                                     |                                     |                                     |                                     |                                     |                                     |                  |                  |                  |                  |             |             |             |             |  |  |  |  |  |  |  |  |  |  |  |  |  |  |  |  |
|  |  |  |  |  |  |                       |                       |                       |                       |                       |                       |  |  |                                |                                |                                |                                |                                |                                |                     |                     |                         |                         |                         |                         |                         |                         |                        |                        |                        |                        |                        |                        |                     |                     |  |  |                      |                     |                     |                     |                     |                     |  |  |                                     |                                     |                                     |                                     |                                     |                                     |                  |                  |                  |                  |             |             |             |             |  |  |  |  |  |  |  |  |  |  |  |  |  |  |  |  |
|  |  |  |  |  |  |                       |                       |                       |                       |                       |                       |  |  |                                |                                |                                |                                |                                |                                |                     |                     |                         |                         |                         |                         |                         |                         | Альфонсо IV Арагонский | Альфонсо IV Арагонский | Альфонсо IV Арагонский | Альфонсо IV Арагонский | Альфонсо IV Арагонский | Альфонсо IV Арагонский |                     |                     |  |  |                      |                     |                     |                     |                     |                     |  |  |                                     |                                     |                                     |                                     | Педро Арагонский                    | Педро Арагонский                    | Педро Арагонский | Педро Арагонский | Педро Арагонский | Педро Арагонский |             |             |             |             |  |  |  |  |  |  |  |  |  |  |  |  |  |  |  |  |
|  |  |  |  |  |  |                       |                       |                       |                       |                       |                       |  |  |                                |                                |                                |                                |                                |                                |                     |                     |                         |                         |                         |                         |                         |                         | Альфонсо IV Арагонский | Альфонсо IV Арагонский | Альфонсо IV Арагонский | Альфонсо IV Арагонский | Альфонсо IV Арагонский | Альфонсо IV Арагонский |                     |                     |  |  |                      |                     |                     |                     |                     |                     |  |  |                                     |                                     |                                     |                                     | Педро Арагонский                    | Педро Арагонский                    | Педро Арагонский | Педро Арагонский | Педро Арагонский | Педро Арагонский |             |             |             |             |  |  |  |  |  |  |  |  |  |  |  |  |  |  |  |  |
|  |  |  |  |  |  |                       |                       |                       |                       |                       |                       |  |  |                                |                                |                                |                                |                                |                                |                     |                     |                         |                         |                         |                         |                         |                         |                        |                        |                        |                        |                        |                        |                     |                     |  |  |                      |                     |                     |                     |                     |                     |  |  |                                     |                                     |                                     |                                     |                                     |                                     |                  |                  |                  |                  |             |             |             |             |  |  |  |  |  |  |  |  |  |  |  |  |  |  |  |  |
|  |  |  |  |  |  |                       |                       |                       |                       |                       |                       |  |  |                                |                                |                                |                                | Педро IV Арагонский            | Педро IV Арагонский            | Педро IV Арагонский | Педро IV Арагонский | Педро IV Арагонский     | Педро IV Арагонский     |                         |                         |                         |                         |                        |                        |                        |                        |                        |                        |                     |                     |  |  | Хайме I Урхельский   | Хайме I Урхельский  | Хайме I Урхельский  | Хайме I Урхельский  | Хайме I Урхельский  | Хайме I Урхельский  |  |  | Альфонсо де Арагон и Вейя «Старший» | Альфонсо де Арагон и Вейя «Старший» | Альфонсо де Арагон и Вейя «Старший» | Альфонсо де Арагон и Вейя «Старший» | Альфонсо де Арагон и Вейя «Старший» | Альфонсо де Арагон и Вейя «Старший» |                  |                  | Хуан Прадес      | Хуан Прадес      | Хуан Прадес | Хуан Прадес | Хуан Прадес | Хуан Прадес |  |  |  |  |  |  |  |  |  |  |  |  |  |  |  |  |
|  |  |  |  |  |  |                       |                       |                       |                       |                       |                       |  |  |                                |                                |                                |                                | Педро IV Арагонский            | Педро IV Арагонский            | Педро IV Арагонский | Педро IV Арагонский | Педро IV Арагонский     | Педро IV Арагонский     |                         |                         |                         |                         |                        |                        |                        |                        |                        |                        |                     |                     |  |  | Хайме I Урхельский   | Хайме I Урхельский  | Хайме I Урхельский  | Хайме I Урхельский  | Хайме I Урхельский  | Хайме I Урхельский  |  |  | Альфонсо де Арагон и Вейя «Старший» | Альфонсо де Арагон и Вейя «Старший» | Альфонсо де Арагон и Вейя «Старший» | Альфонсо де Арагон и Вейя «Старший» | Альфонсо де Арагон и Вейя «Старший» | Альфонсо де Арагон и Вейя «Старший» |                  |                  | Хуан Прадес      | Хуан Прадес      | Хуан Прадес | Хуан Прадес | Хуан Прадес | Хуан Прадес |  |  |  |  |  |  |  |  |  |  |  |  |  |  |  |  |
|  |  |  |  |  |  |                       |                       |                       |                       |                       |                       |  |  |                                |                                |                                |                                |                                |                                |                     |                     |                         |                         |                         |                         |                         |                         |                        |                        |                        |                        |                        |                        |                     |                     |  |  | Педро II Урхельский) |                     |                     |                     |                     |                     |  |  |                                     |                                     |                                     |                                     |                                     |                                     |                  |                  |                  |                  |             |             |             |             |  |  |  |  |  |  |  |  |  |  |  |  |  |  |  |  |
|  |  |  |  |  |  |                       |                       |                       |                       |                       |                       |  |  |                                |                                |                                |                                |                                |                                |                     |                     |                         |                         |                         |                         |                         |                         |                        |                        |                        |                        |                        |                        |                     |                     |  |  |                      |                     |                     |                     |                     |                     |  |  |                                     |                                     |                                     |                                     |                                     |                                     |                  |                  |                  |                  |             |             |             |             |  |  |  |  |  |  |  |  |  |  |  |  |  |  |  |  |
|  |  |  |  |  |  |                       |                       |                       |                       |                       |                       |  |  |                                |                                |                                |                                |                                |                                |                     |                     |                         |                         |                         |                         |                         |                         |                        |                        |                        |                        |                        |                        |                     |                     |  |  |                      |                     |                     |                     |                     |                     |  |  |                                     |                                     |                                     |                                     |                                     |                                     |                  |                  |                  |                  |             |             |             |             |  |  |  |  |  |  |  |  |  |  |  |  |  |  |  |  |
|  |  |  |  |  |  | Хуан I Арагонский     | Хуан I Арагонский     | Хуан I Арагонский     | Хуан I Арагонский     | Хуан I Арагонский     | Хуан I Арагонский     |  |  | Мартин I Арагонский (Старший)  | Мартин I Арагонский (Старший)  | Мартин I Арагонский (Старший)  | Мартин I Арагонский (Старший)  | Мартин I Арагонский (Старший)  | Мартин I Арагонский (Старший)  |                     |                     | Элеонора Арагонская     | Элеонора Арагонская     | Элеонора Арагонская     | Элеонора Арагонская     | Элеонора Арагонская     | Элеонора Арагонская     |                        |                        | Изабелла Арагонская    | Изабелла Арагонская    | Изабелла Арагонская    | Изабелла Арагонская    | Изабелла Арагонская | Изабелла Арагонская |  |  | Хайме II Урхельский  | Хайме II Урхельский | Хайме II Урхельский | Хайме II Урхельский | Хайме II Урхельский | Хайме II Урхельский |  |  |                                     |                                     |                                     |                                     |                                     |                                     |                  |                  |                  |                  |             |             |             |             |  |  |  |  |  |  |  |  |  |  |  |  |  |  |  |  |
|  |  |  |  |  |  | Хуан I Арагонский     | Хуан I Арагонский     | Хуан I Арагонский     | Хуан I Арагонский     | Хуан I Арагонский     | Хуан I Арагонский     |  |  | Мартин I Арагонский (Старший)  | Мартин I Арагонский (Старший)  | Мартин I Арагонский (Старший)  | Мартин I Арагонский (Старший)  | Мартин I Арагонский (Старший)  | Мартин I Арагонский (Старший)  |                     |                     | Элеонора Арагонская     | Элеонора Арагонская     | Элеонора Арагонская     | Элеонора Арагонская     | Элеонора Арагонская     | Элеонора Арагонская     |                        |                        | Изабелла Арагонская    | Изабелла Арагонская    | Изабелла Арагонская    | Изабелла Арагонская    | Изабелла Арагонская | Изабелла Арагонская |  |  | Хайме II Урхельский  | Хайме II Урхельский | Хайме II Урхельский | Хайме II Урхельский | Хайме II Урхельский | Хайме II Урхельский |  |  |                                     |                                     |                                     |                                     |                                     |                                     |                  |                  |                  |                  |             |             |             |             |  |  |  |  |  |  |  |  |  |  |  |  |  |  |  |  |
|  |  |  |  |  |  |                       |                       |                       |                       |                       |                       |  |  |                                |                                |                                |                                |                                |                                |                     |                     |                         |                         |                         |                         |                         |                         |                        |                        |                        |                        |                        |                        |                     |                     |  |  |                      |                     |                     |                     |                     |                     |  |  |                                     |                                     |                                     |                                     |                                     |                                     |                  |                  |                  |                  |             |             |             |             |  |  |  |  |  |  |  |  |  |  |  |  |  |  |  |  |
|  |  |  |  |  |  | Иоланда Арагонская    | Иоланда Арагонская    | Иоланда Арагонская    | Иоланда Арагонская    | Иоланда Арагонская    | Иоланда Арагонская    |  |  | Мартин I Сицилийский (Младший) | Мартин I Сицилийский (Младший) | Мартин I Сицилийский (Младший) | Мартин I Сицилийский (Младший) | Мартин I Сицилийский (Младший) | Мартин I Сицилийский (Младший) |                     |                     | Фердинанд I Кастильский | Фердинанд I Кастильский | Фердинанд I Кастильский | Фердинанд I Кастильский | Фердинанд I Кастильский | Фердинанд I Кастильский |                        |                        |                        |                        |                        |                        |                     |                     |  |  |                      |                     |                     |                     |                     |                     |  |  |                                     |                                     |                                     |                                     |                                     |                                     |                  |                  |                  |                  |             |             |             |             |  |  |  |  |  |  |  |  |  |  |  |  |  |  |  |  |
|  |  |  |  |  |  | Иоланда Арагонская    | Иоланда Арагонская    | Иоланда Арагонская    | Иоланда Арагонская    | Иоланда Арагонская    | Иоланда Арагонская    |  |  | Мартин I Сицилийский (Младший) | Мартин I Сицилийский (Младший) | Мартин I Сицилийский (Младший) | Мартин I Сицилийский (Младший) | Мартин I Сицилийский (Младший) | Мартин I Сицилийский (Младший) |                     |                     | Фердинанд I Кастильский | Фердинанд I Кастильский | Фердинанд I Кастильский | Фердинанд I Кастильский | Фердинанд I Кастильский | Фердинанд I Кастильский |                        |                        |                        |                        |                        |                        |                     |                     |  |  |                      |                     |                     |                     |                     |                     |  |  |                                     |                                     |                                     |                                     |                                     |                                     |                  |                  |                  |                  |             |             |             |             |  |  |  |  |  |  |  |  |  |  |  |  |  |  |  |  |
|  |  |  |  |  |  | Людовик III Анжуйский | Людовик III Анжуйский | Людовик III Анжуйский | Людовик III Анжуйский | Людовик III Анжуйский | Людовик III Анжуйский |  |  | Федерико, граф Луна*           | Федерико, граф Луна*           | Федерико, граф Луна*           | Федерико, граф Луна*           | Федерико, граф Луна*           | Федерико, граф Луна*           |                     |                     |                         |                         |                         |                         |                         |                         |                        |                        |                        |                        |                        |                        |                     |                     |  |  |                      |                     |                     |                     |                     |                     |  |  |                                     |                                     |                                     |                                     |                                     |                                     |                  |                  |                  |                  |             |             |             |             |  |  |  |  |  |  |  |  |  |  |  |  |  |  |  |  |

## Междуцарствие

### Начало междуцарствия
Отстранение Хайме Урхельского привело к расколу королевств Арагонской короны.
У Хайме Урхельского было много врагов среди арагонской знати. Были они (хоть и составляя меньшинство) среди каталонцев. К ним принадлежал и губернатор Каталонии Герау Алемань де Сервельо и Керальт (Guerau Alemany de Cervelló i de Queralt). Губернатор Каталонии принял решение не созывать каталонский парламент до 31 августа, надеясь дождаться папской легитимации Федерико де Луны. Это произошло 20 августа, но ограничивалось Сицилией. Вскоре многие вельможи посчитали малолетнего Федерико малоперспективным и все враги Хайме Урхельского объединились вокруг Людовика III Анжуйского.
25 сентября 1410 года в Барселоне удалось собрать легитимный парламент. В королевствах Арагона и Валенсии разными группами были созваны соперничающие парламенты, каждый из которых именовал себя легитимным.
Стороны готовились к отстаиванию своих позиций в предстоящей войне. Чтобы избежать этого, каталонцы вручили управление двенадцати специальным уполномоченным, которые должны были руководить краем. Арагон был расколот между фамилиями Луна и Урреа, поддерживавшими разных претендентов. Урреа поддержали Людовика Анжуйского, Луна — Хайме.
В Валенсии претензии Хайме Ургельского были поддержаны родом Вилагут, но против них выступил род Сентельес.

### Гибель архиепископа
1 июня 1411 года Антонио де Луна (сторонник Хайме Урхельского) встретил на дороге архиепископа Сарагосы Гарсиа Фернандеса де Хередиа, (сторонника Людовика Анжуйского) и убил его. Сторонники Хайме утверждали, что Антонио убил архиепископа в обычной драке, противники утверждали, что сторонники Хайме во главе с Луной планировали захватить Сарагосу, но им удалось лишь убить архиепископа.
Сардиния, получив новый шанс завоевать независимость, спешила его реализовать. Сицилия была разделена между сторонниками королевы Бланки, вдовы Мартина Младшего, и сторонниками Бернардо де Кабреры. Убийство архиепископа улучшило шансы ещё одного кандидата — Фердинанда Кастильского.
Фердинанд с 1406 года, когда умер его брат, был регентом малолетнего племянника Хуана II Кастильского. Фердинанд не претендовал на кастильский трон, а во время войны с Гранадским эмиратом хорошо себя проявил: в 1410 году Фердинанд захватил город Антекеру. Не выдвигая претензии на Кастильскую корону Фердинанд, не колеблясь, стал претендовать на корону Арагона, не слушая тех, что его малолетний племянник Хуан II имел большие права и первенство на наследство. Находясь ближе к Арагону и располагая большими военными и финансовыми ресурсами, чем далекий Людовик Анжуйский, он показался для противников Хайме более перспективным кандидатом.
Под предлогом защиты родственников архиепископа Фердинанд представил им защиту и выдвинул военные силы на границу с Валенсией.
Это объединило вокруг Фердинанда как антиурхелистов, так и франкофилов (сторонников Людовика Анжуйского).
В конце лета каталонский парламент перебрался в Тортосу, чтобы быть поближе к арагонской границе. Сторонникам Фердинанда удалось собрать представителей собрания Арагона в сентябре 1411 года в Альканьисе. Не согласные с ним собрались в Мехиненсе. То же самое произошло в королевстве Валенсия: в Трайгере собрались анти-урхелисты и в Винаросе урхелисты. Тем самым выбор сократился до двух кандидатов.

### Выборы короля

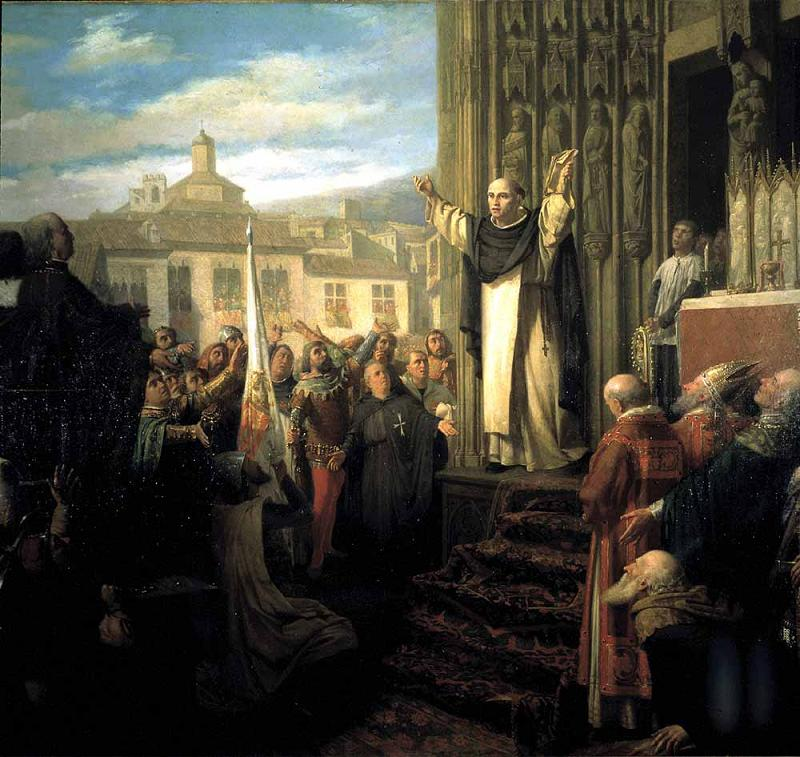
Компромисс в Каспре, картина Диоскоро Пуэбла (1867 год).

23 декабря 1411 года Парламент Каталонии договорился с собравшимися в Альканьисе депутатами Арагона о создании комиссии из двадцати четырёх человек, по восемь от каждого владения. 23 января 1412 года папа Бенедикт XIII, который нашёл убежище в Пеньисколе, предложил, что избирается небольшое число экспертов из каждого королевства с полномочиями назначать преемника; этот совет был принят, и 15 февраля Альканьисе была достигнута договоренность, что девять судей, три от каждого королевства, встретились в городе Каспе, принадлежащем рыцарям-госпитальерам. Там судьи должны были изучить права различных кандидатов и выбрать преемника большинством голосов. Это большинство должно было быть обеспечено по крайней мере одним голосом от каждого королевства.
Арагонский парламент делегировал губернатору Руису де Лиори и судье Хуану Хименесу Сердану возможность предложить судей. Подобным же образом решался вопрос о выдвижении кандидатов в княжестве Каталония и королевстве Валенсия.
На выбор кандидатур судей старался оказать влияние папа римский Бенедикт XIII. Он был встревожен предложением короля Франции каталонскому парламенту избрать Анжуйского своим правителем. Это позволило бы объединить короны Арагона, Анжу и Прованса. Но предложение беспокоило папу (которого признавали лишь в Арагоне и Кастилии), так как передавало Арагон иному «римскому папе», сидящему в Риме Григорию XII (на которого был ориентирован Людовик III Анжуйский) или сидящему в Пизе Иоанну XXIII (которого поддерживал Хайме Урхельский).
Выбор в судьи таких кандидатур оспаривался сторонниками Людовика Анжуйского и Хайме Урхельского. Но вторжение кастильских войск в королевство Валенсия и их победа в битве при Морведре укрепила позиции Бенедикта и его союзников. В битве при Морведре, произошедшей 27 февраля 1412 года, кастильские войска одержали победу над «урхельцами». Многие сторонники Хайме были убиты (например, Арнау Гильем де Бельера, губернатор Валенсии) или попали в плен. В такой ситуации протесты урхельцев и анжуйцев были проигнорированы. Под впечатлением победы двадцать четыре депутата утвердили 13 марта список судей.

### Окончание междуцарствия

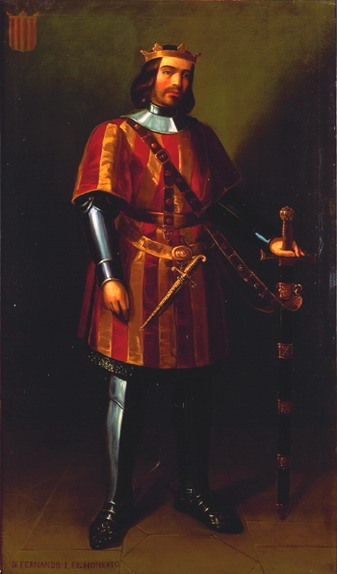
Фердинанд I. Картина 1851/1854 года

28 июня 1412 года судьи объявили, что они решили считать Фердинанда Кастильского самым близкий родственником покойного короля и законным наследником. Это заявление было сделано Висенте Феррерой в виде длинной и красноречивой проповеди. И хотя было очевидно, что любой выбор не удовлетворил бы все стороны. Но стало ясно, что Арагон, Каталония и Валенсия в целом готовы поддержать общего кандидата. Все ожидали реакции Хайме, графа Урхельского. Решение, принятое в Каспе, понравилось многим в Арагоне, меньше сторонников было в Валенсии и очень мало в Каталонии. В Каталонии очень многие были недовольны иноземным происхождением Фердинанда.
После вынесения вердикта Фернандо отправился в Сарагосу, где согласился уважать арагонские законы. С этой же целью он посетил Каталонию и Валенсию. Выбор короля оказал положительное влияние на отдаленные части Арагона. В Сицилии, например, Фернандо предоставил поддержку королеве Бланке как регенту острова и отправил советников ей на помощь. Бернардо де Кабрера, который преследовал королеву с предложением брака, был арестован и отправлен в Барселону. В Сардинии Гильом II де Лара, виконт Нарбонский, предпринявший вместе с генуэзцами попытку завоевать весь остров и уже добившийся значительных успехов, понял, что ему грозит война не с одним Арагоном, но и с Кастилией. Виконт и его союзники немедленно послали посольство в Арагон и заключили перемирие на пять лет. На Балеарских островах Фердинанд был также безоговорочно признан, и его власть в землях Арагонской короны, таким образом, казалась была бесспорной.
Но Хайме II Урхельский не собирался так просто отказываться от борьбы. Хотя Фердинанд предоставил Хайме почетное место в Кортесах и обещал большие денежные суммы для оплаты долгов, но непрерывные жалобы матери и подстрекательства друга Антонио де Луны побудили Хайме к выступлению против Фердинанда. Граф вступил в соглашение с Томасом, герцогом Кларенсом, сыном английского короля Генриха IV, который в это время находился в Бордо. Получив обещание помощи от Томаса и собрав армию из южнофранцузских дворян, Хайме весной 1413 года вторгся в Арагон. Антонио де Луна осадил Хаку, в то время как сам граф Урхеля действовал в направлении Лериды в надежде на поддержку Каталонии. Но 20 марта 1413 года английский король умер и Томас, герцог Кларенс, однако, был отозван в Англию. Гасконские и тулузские феодалы, в большинстве своём составлявшие армию Хайме, решили, что без поддержки Англии война с таким мощным противником, как Арагон, бессмысленна. Тем временем Фердинанд уже принял адекватные меры для защиты королевств. Он усилил гарнизоны как кастильцами, так и арагонцами, и собрал в Сарагосе дворянское ополчение. Хайме и Антонио де Луна были осаждены в Балагере. Осажденные в течение двух месяцев боролись и надеялись на помощь англичан. Артиллерия Фердинанда вела обстрел города. В итоге Хайме был вынужден сдаться на милость короля. В ноябре 1413 года Фердинанд заменил смертную казнь, к которой был приговорен граф, к пожизненному заключению с конфискацией всего имущества. Лишь после этого король возвратился в Сарагосу, где наконец в феврале 1414 года состоялась его коронация, прошедшая с беспрецедентным блеском.

## Последствия
В 1413—1414 годах Фердинанд завоевал графство Урхель, а в январе 1416 года отказал в поддержке Бенедикту XIII, признав «истинным» папой Мартина V. Также Фердинанд за время своего короткого правления попытался ограничить те свободы, которые гарантировал в 1412 году.

## Фракции во время междуцарствия
| Сторонники Хайме Урхельского - Семья Алагона , от арагонского дворянства - Артал VI де Алагон, глава рода - Арнау Гильем де Бельера, губернатор Валенсии - Семья Кабрера, от каталонской аристократии - Дом Кардона, от каталонской аристократии - Семья Хийар - Семья Луна, от арагонской аристократии - Антон де Луна, глава семьи - Семья Монкада, от высокой каталонской аристократии - Роже де Монкада и де Льория, губернатор Майорки, королевский камергер - Рамон де Монкада, сеньор Мехиненсы - Гильем Рамон Монкада и Луна (родственник Роже де Монкады) (сначала он был сторонником Людовика Анжуйского, но во время междуцарствия стал сторонником Хайме Урхельского) - Хуан де Вальтьера, епископ Тараконский - Семья Виларагута, дворяне в Валенсии |  | Антиурхелисты (вначале сторонники Людовика Анжуйского, а потом Фердинанда Кастильского) - Семья Сентельес, знатная валенсийская семья - Бернат де Сентельес — Риу-сек и Кверальт, глава семьи - Семья Сердан - Хуан Сименес Сердан, судья Арагона - Семья Сервельо - Жеро Алемань де Сервельо и Керальт - Семья Деспла, от каталонской буржуазии - Семья Фивельер, от каталонской буржуазии - Семья Гуальбес, от каталонской буржуазии - Бернард де Гуальбес, отец Феррера де Гуальбеса - Семья Хередиа - Гарсия Фернандес де Хередиа, архиепископ Сарагосы - Семья Илья - Семья Лиори - Гил Руис де Лиори, губернатор Арагона - Хуан Мартинес де Луна, сеньор Illueca (родственник Бенедикта XIII, но не семьи Луна) - Пальярская династия - Уго Роже II (ум. 1416), граф Верхнего Пальярса с 1369 года (он был сторонником анжуйца, но после компромисса в Каспе признал Фердинанда) - Доминго Рам, епископ Уэски, друг Бенедикта XIII - Семья Урреа, арагонская аристократия - Перо Хименес и Урреа, глава семьи - Семья Рекузенс |  | креатуры Бенедикта XIII - Франсиско де Аранда, картесианский монах - Франсиско Перес Клементе, епископ Сарагосы - Бонифацио Феррер, генерал картезианского ордена (брат Вицента) - Висенте Феррер (брат Бонифацио) - Филипп де Малья, каноник в Барселоне - Льюис де Прадес и д’Аренос сын Хуана графа Прадес, племянник Альфонсо Гандийского, епископ Майорки - Марк де Вилальба, настоятель нового аббатства Монтсеррат, |  | креатуры Фердинанда - Беренгер де Бардажи |  | остальные - Альфонс де Тоус - Пьер де Сервельо и Керальт |